# Lobocleta perirrorata
Lobocleta perirrorata là một loài bướm đêm trong họ Geometridae.